# Драматичний етюд
Драматичний етюд (фр. etude — вивчення, нарис) — невеликий, як правило, одноактний віршовий чи прозовий драматичний твір, в якому представлено епізод чи фрагменти світу, а дійові особи зображуються лаконічно, пунктирно, стаючи образами-символами.
Драматург, відкидаючи приземленість, створює філософсько-ліричні настроєві «картинки» життя і виявляє в них загальнолюдські цінності.
Талановитим представником цього жанру був Олександр Олесь: «Трагедія серця», «Осінь», «При світлі ватри», «На свій шлях», «По дорозі в Казку».